# Vägskälet
Vägskälet este o arie protejată (arie specială de conservare — SAC, sit de importanță comunitară — SCI) din Suedia întinsă pe o suprafață de 51,6 ha, integral pe uscat.

## Localizare
Centrul sitului Vägskälet este situat la coordonatele 63°45′55″N 14°27′24″E / 63.7654°N 14.4568°E.

## Înființare
Situl Vägskälet a fost declarat sit de importanță comunitară în ianuarie 1998 pentru a proteja 1 specie de plante. Situl a fost protejat și ca arie specială de conservare în martie 2011.

## Biodiversitate
Situată în ecoregiunea boreală, aria protejată conține 5 habitate naturale: Mlaștini împădurite, Lacuri și iazuri distrofice naturale, Mlaștini turboase de tranziție și turbării mișcătoare, Taiga vestică, Păduri fino-scandinave bogate în ierburi cu Picea abies.
La baza desemnării sitului se află o specie protejată de  plante: Ranunculus lapponicus.